# Hypochilus bernardino
Hypochilus bernardino är en spindelart som beskrevs av Catley 1994. Hypochilus bernardino ingår i släktet Hypochilus och familjen Hypochilidae. Inga underarter finns listade i Catalogue of Life.